# George Hilton (acteur)
Pour les articles homonymes, voir George Hilton et Hilton.
Jorge Hill Acosta y Lara dit George Hilton, parfois hispanisé en Jorge Hilton, né le 16 juillet 1934 à Montevideo et mort le 28 juillet 2019 à Rome, est un acteur britannique d'origine uruguayenne.
Il est célèbre pour avoir figuré dans de nombreux westerns spaghetti et films gialli, et a tourné avec les acteurs les plus emblématiques du genre : Franco Nero et Klaus Kinski notamment.

## Biographie
George Hilton grandit en Angleterre et commence sa carrière en Espagne dans les années 1950, sous le nom de Jorge Hilton, en figurant dans des westerns spaghetti italo-espagnols tels que La Procession en 1960 ainsi que dans de nombreux romans-photos.
Sa carrière prend un envol décisif avec le film Le Temps du massacre en 1966 qui fait de lui une vedette du western spaghetti, un genre alors promis à un essor d'une dizaine d'années. En 1967, il joue ainsi le premier rôle dans Trois salopards, une poignée d'or, Les Vautours attaquent et Je vais, je tire et je reviens (Vado... l'ammazzo e torno) d'Enzo G. Castellari.
On le retrouve en 1970 dans un film de la série Django, Django arrive, préparez vos cercueils, reprenant le rôle laissé par Gianni Garko. À partir de 1975, il délaisse peu à peu le western spaghetti à mesure que l'intérêt du public pour ce genre diminue et part tourner des gialli en Italie tels que Le Justicier défie la ville.
Au début des années 1980, il renoue avec l'univers du roman-photo pour le magazine italien Grand Hôtel en campant notamment le personnage principal de I potenti (Les puissants), une saga de 37 épisodes présentée comme la plus grande production jamais réalisée dans l'histoire du genre. Dans cette saga qui surfe sur les succès de Dallas et Dynastie, on y retrouve de grands noms du cinéma populaire italien tels que 
Fabio Testi, Agostina Belli, Michele Placido et Marina Berti. En 2009, il joue dans une série à succès diffusée sur la télévision italienne.

## Filmographie partielle

### Comme acteur de roman photo
- 1966 (juin) : Hôtel de luxe dans le rôle de l'agent secret Conrad Burton, mise en scène de Ubaldo Ragona, avec Franco Lantieri et Antonella Judica.  Publié dans Magazine international, une revue mensuelle de photoromans et de variétés grand format en français et curieusement sous-titrée en anglais. Initialement publié en Italie dans Periodici Internazionale Illustrati

### Comme acteur
- 1966 : Le Temps du massacre (Tempo di massacro) de Lucio Fulci : Jeffrey Corbett
- 1967 : Je vais, je tire et je reviens (Vado...l'ammazzo è torno) d'Enzo G. Castellari : Django, l'étranger
- 1967 : Quand les vautours attaquent (Il tempo degli avvoltoi) de Nando Cicero : Kitosch
- 1967 : Trois salopards, une poignée d'or (La più grande rapina del West) de Maurizio Lucidi : Billy Cooney, dit « Rum »
- 1967 : Professionnels pour un massacre (Professionisti per un massacro) de Nando Cicero : Steel Downey
- 1967 : Poker au colt (Un poker di pistole) de Giuseppe Vari : Ponson Terrail
- 1968 : Le Moment de tuer (Il momento di uccidere) de Giuliano Carnimeo : Lord
- 1968 : L'Adorable Corps de Deborah (Il dolce corpo di Deborah) de Romolo Guerrieri
- 1968 : Chacun pour soi de Giorgio Capitani
- 1968 : Los machos (Uno di più all'inferno) de Giovanni Fago
- 1969 : Deux Salopards en enfer (Il dito nella piaga) de Tonino Ricci : Michael Sheppard
- 1969 : La Bataille d'El Alamein (La Battaglia di El Alamein) de Giorgio Ferroni : Lieutenant Graham
- 1969 : Sept Hommes pour Tobrouk (La battaglia del deserto) de Mino Loy : capitaine George Bradbury
- 1971 : Sept Minutes pour mourir (Siete minutos para morir) de Tito Fernández : Mike Russo
- 1971 : L'Étrange Vice de madame Wardh (Lo strano vizio della signora Wardh) de Sergio Martino : Corro
- 1971 : La Queue du scorpion (La coda dello scorpione) de Sergio Martino : Peter Lynch
- 1972 : Le Diable à sept faces (Il diavolo a sette facce) d'Osvaldo Civirani : Tony Shane
- 1972 : Les Rendez-vous de Satan (Perché quelle strane gocce di sangue sul corpo di Jennifer?) de Giuliano Carnimeo : Andrea Antinori
- 1972 : Les Deux Visages de la peur (Coartada en disco rojo) de Tulio Demicheli : Roberto Carli
- 1972 : Django arrive, préparez vos cercueils de Giuliano Carnimeo : Django
- 1972 : Toutes les couleurs du vice (Tutti i colori del buio) de Sergio Martino : Richard Steele
- 1972 : Folie meurtrière (Mio caro assassino) de Tonino Valerii : Luca Peretti
- 1973 : Fuori uno sotto un altro, arriva il Passatore de Giuliano Carnimeo : Stefano Pelloni dit « Il Passatore »
- 1973 : Lo chiamavano Tresette... giocava sempre col morto, de Giuliano Carnimeo : Tresette
- 1974 : Di Tresette ce n'è uno, tutti gli altri son nessuno de Giuliano Carnimeo : Tresette
- 1974 : Il baco da seta de Mario Sequi
- 1975 : Trinita, une cloche et une guitare (de) (Zwei tolle Hechte – Wir sind die Größten) de Franz Antel : Trinita
- 1975 : L'assassino è costretto ad uccidere ancora de Luigi Cozzi : Giorgio Mainardi
- 1975 : Ah sì? E io lo dico a Zzzzorro! de Franco Lo Cascio : Philip Mackintosh / Don Alba de Mendoza
- 1977 : La toubib se recycle (Taxi Girl) de Michele Massimo Tarantini : Ramon
- 1977 : Le justicier défie la ville (Torino violenta) de Carlo Ausino
- 1982 : Ricchi, ricchissimi... praticamente in mutande de Sergio Martino
- 1990 : Un enfant dans la tourmente (Il prato delle volpi) de Piero Schivazappa
- 1994 : Prestazione straordinaria de Sergio Rubini
- 1997 : Fuochi d'artificio de Leonardo Pieraccioni
- 2007 : Natale in crociera de Neri Parenti